# Chibi (Xianning)

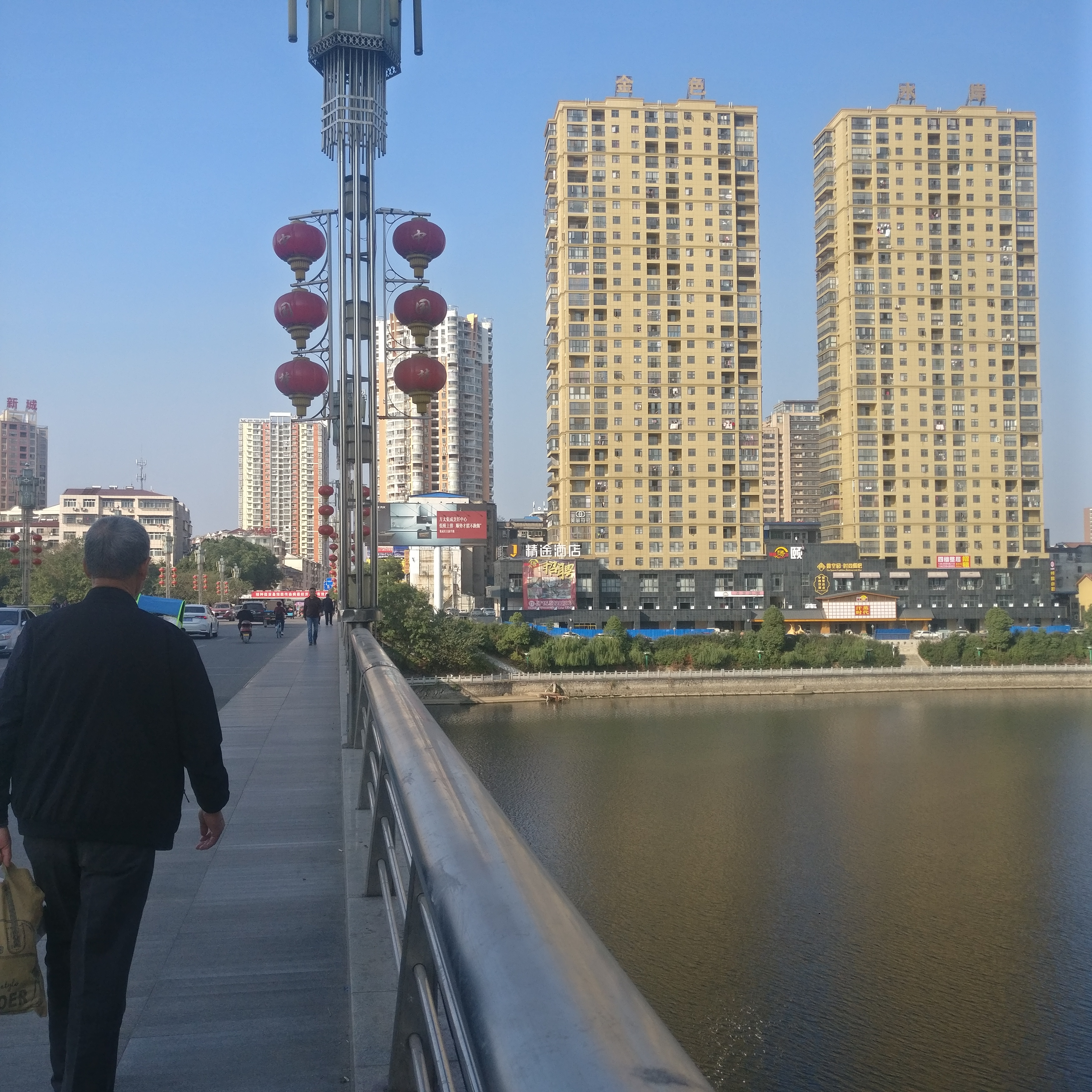
Blick auf die Stadt (2019)

Die Stadt Chibi (chinesisch 赤壁市, Pinyin Chìbì Shì), bis 1998 Puqi (chinesisch 蒲圻, Pinyin Púqí), ist eine kreisfreie Stadt, die zum Verwaltungsgebiet der bezirksfreien chinesischen Stadt Xianning in der Provinz Hubei gehört. In ihrer Nähe fand die Schlacht von Chibi statt, nach der sie heute benannt ist.
Die kreisfreie Stadt hat eine Fläche von 1.712 km² und zählt 493.600 Einwohner (Stand: Ende 2019). Regierungssitz ist das Straßenviertel Puqi 蒲圻街道.

## Administrative Gliederung
Auf Gemeindeebene setzt sich die kreisfreie Stadt aus drei Straßenvierteln, zehn Großgemeinden und einer Gemeinde zusammen. 